# Torkeltjärnarna (Ströms socken, Jämtland, 711519-146276)
Torkeltjärnarna är en sjö i Strömsunds kommun i Jämtland och ingår i Ångermanälvens huvudavrinningsområde. Sjön har en area på 0,0401 kvadratkilometer och ligger 570,4 meter över havet.

## Delavrinningsområde
Torkeltjärnarna ingår i det delavrinningsområde (711518-146291) som SMHI kallar för Utloppet av Torkeltjärnarna. Medelhöjden är 576 meter över havet och ytan är 0,12 kvadratkilometer. Räknas de 2 avrinningsområdena uppströms in blir den ackumulerade arean 0,76 kvadratkilometer. Vattendraget som avvattnar avrinningsområdet har biflödesordning 4, vilket innebär att vattnet flödar genom totalt 4 vattendrag innan det når havet efter 244 kilometer. Avrinningsområdet består mestadels av skog (68 procent). Avrinningsområdet har 0,04 kvadratkilometer vattenytor vilket ger det en sjöprocent på 31,7 procent.